# Ріпки (Шепетівський район)
Рі́пки — село в Україні, у Ізяславській міській громаді Шепетівського району Хмельницької області. Населення становить 775 осіб.

## Географія
Село розташоване на сході Ізяславської територіальної громади. Відстань до районного центру становить  — 10  км. Відстань до обласного центру — 97 км. Рельєф села — горбиста рівнина. Площа — 22,715 км2. Ґрунти: сірі чорноземи. Середня висота над рівнем моря — 277 м. Село поділяється на 7 вулиць: Польова, Центральна, Молодіжна, Лісова, Горанська, Садова, Зарічна. Через село не пролягають траси: ні районного, ні обласного значень.  В етнографічному відношенні село відноситься до Волині.
Найближчі села: Ревуха, Білеве, Тишевичі, Топори, Зубарі, Топірчики, Ліщани, Чепці.

## Назва
Існують дві версії походження назви села:
- Колись давно на території села росло багато ріпи, звідси і назва — Ріпки.
- В боротьбі з татаро-монгольськими завойовниками ватажком месником був Ріпецький.

З словника  власних географічних назв Хмельницької області:   "Ріпки - село, Ізяславський район. Варіанти назви: Рипки (1593), Рыпки (1848), Рыпка (ІІ пол. ХІХ ст.), Rypki (1889), Ріпки (1926). За С.Д. Бабишиним, назва вказує  на заняття мешканців: ріпинці - "люди, які поселилися на площах, що були зайняті ріпою,  або які добували з ріпи  олію. Також рипа - "заглибина, впадина; скала"  [Т. А .Марусенко]; "високий стрімкий берег; обрив, яр".
Ринки - село, Шепетівський район. Існувало у ХІХ - І трет. ХХ ст. біля с. Топори. Можливо, назва вказує на заняття мешканців; ринка - "невелика глиняна маска" [Б. Д. Грінчеко].
Руда -  річка , притока Горині  притока Прип'яті   притока Дніпра; протікає через с. Зубарі, Ревуха, Васьківці. Варіанти  назви: "при  phчкh  Руда" (1893). Довжина  - 13 км. Руда зі  значенням  " болотиста лука; пасовище; висихаюче росдинністю болото; долина зі стоячою неглибокою водою; заболочена рівнина, низовина тощо"  [С.Д.Бабишин]  
Опис місцевості характерний території де річка протікає повз Ріпки. А саме село порізане струмками, що впадають у річку, які місцеві називають рудками.
На території села місцеві виділяють такі райони як: Чорнополь, Масив, Глиньськи, Клин, Лісок, Закорчма, Рудка, Вигін, Мочар.

## Історія
Перша документальна згадка про волинське село Ріпки походить з акту поділу володінь між князями Янушем і Михайлом Заславськими 1 березня 1581 року, що до складу Заславської  волості Луцького повіту Волинського воєводства   входить село Ріпки.
Ріпки входили до Заславської волості Заславської князівщини.
Згадка про село Ріпки Заславської волості  Луцького повіту як власність князя Януша Заславського, воєводи Підляського  відома з акту 7 грудня 1601 року - з донесення возних Волинського воєводства Криштофа  Щуки і Станіслава Янковського  Луцькому міському суду про огляд ними містечок і сіл Луцького повіту, спустошених і спалених татарами  в 1593 році: в числі цих сіл згадується і село Ріпки ( праця Теодоровича Н.І. "Историко-статистическое описание городов и приходов Волынской  епархии". т 3 стр.469 1893р.)
В минулому село знаходилося на місці , яке зветься Гнатів ставок.  Після спустошення села  татаро-монголами, жителі перемістилися на теперішнє місце.
До 1861 р. селяни Ріпок були кріпаками. Село належало князю Сангушко Роману, який тримав в селі управителя. Тоді  нараховувалось 125 дворів. Населення - 1096 чол., яке складалося з 1018 прихожан, 39 католиків, 38 євреїв. В 1899 році нараховувалось 172 двори з населенням 1172 чол., а вже в 1909 р. в Ріпках налічувалось 225 дворів з населенням 1394 чол.
Після реформи 1861 року ріпківські селяни мали в своєму користуванні невеликі земельні наділи в 2-3 десятини. Сплачували натуральні й грошові податки, відробляли панщину.
З 1871 р. по 1913 р. в селі діяла школа, яка мала назву - однокласне сільське училище. В ньому навчалось 53 хлопчики і 10 дівчат. З 1871 р. по 1898 р. учителем був Фонтій Перемитницький. З 1898 р. по 1904 р.  вчителем працював Самохфалов.  Після нього ще три учителі, прізвища яких залишились невідомі. Заробітна плата на рік складала в сумі 150 крб., а вчителю закону Божого - 50 крб. 
Вперше церква  (Церква в ім'я успіння пресвятої Богородицуі) в селі була збудована на кошти прихожан в 1791р. За описом Теодоровича Н.І. церква була дерев'яною на кам'яному фундаменті із такою ж дерев'яною дзвіницею. Забезпечена церковним інвентарем. Копії метричних книг зберігались з 1794р. Опис церковного майна є від 10 серпня 1806 р. і 1885 р. Проводи були в світлу суботу.
Церква в своєму користуванні мала присадибну ділянку землі 2 десятини 633 квадратні сажні в центрі села, 41 десятина 1906 сажнів ріллі, 9 десятин 1830 сажнів сіножатті. Всього в своєму користуванні церква мала 53 десятин і 1969 кв. сажнів. На цю землю є план складений в 1851р. вільно практикуючим землеміром Вербським, а також грамота дана 15 серпня 1764р. Заславською помісною княгинею Варварою Сангушко, і лист Поземельної Комісії від 11 жовтня 1819р.; ці документи зберігались в архіві Волинської  духовної консисторії. Від церкви земля знаходилась за 1-6 верст.   Притч: користується землею вільно.  Притч: священник (оклад 278 рублів), псаломщик (50 рублів), пономар (38 рублів),  прсворня (10 рублів). Для священника дім було збудовано в 1884 році, і мав кам'яний фундамент,  черепичне   покриття,  всередині   поштукатурений. Для псаломщика дім  збудовано в 1878 р. Довгий час протоієреєм церкви був Фотій іванович Перемитницький ( з 1856 р., на службі священника з 14 листопада 1853р., на посаді учителя Кременецького духовного училища з 1851р., а на посаді Благочинного з 1868 р. по 1891р.) Псаломщик Михайло  Іванович Бучинський з 1868 р. по 1891 р. До цього приходу також приписана церква в с.Зубарі за 2 верстви від Ріпок. 
1904 року підприємці Берштейна та Шейфан Берко відкрили цегельню, яку, проте, згодом було закрито через відсутність збуту.
Частина селян продавали свої земельні наділи і виїжджали до Америки, на Херсонщину в пошуках кращого життя. Пізніше поверталися додому.
Тоді нараховувалося 125 дворів при населенні 1096 чоловік з яких 1018 — православні, 39 — католики, 38 — юдеї. Вже в 1909 році в Ріпках налічувалося 225 дворів з населенням 1394 чоловік.
Протягом 1907—1921 років Ріпки у складі Заславської ординації. Останнім дідичем села по мечу був князь Роман Санґушко.
7 (20) листопада 1917 року, відповідно до Третього Універсалу Української Центральної Ради, увійшло до складу Української Народної Республіки.
Не оминули жителів Ріпок страшні роки Голодомору. В 1931—1933 роках державна заготівля зерна вимітала із селянських обійсть майже все збіжжя. В селі були опухлі з голоду люди. 15 жителів села померли з голоду.
Тоді ж у 1933—1936 роках понад 30 польських родин, які проживали в південній частині села (Залюбські, Плютинські, Ластовські та інші) було виселено у відкритий казахський степ, де більшість з них померло.
Після початку німецько-радянської війни з липня 1941 року село опинилися в зоні німецької окупації. Під час окупації 5 мирних жителів села розстріляно через сприяння партизанам, 44 хати в західній частині села спалено, 203 людини, з яких 17 дітей вивезено в Німеччину на примусові роботи, 99 жителів села полягло на полях битв[джерело?].
У 1946—1948 роках село спіткала велика посуха. В жарке літо 1946 року згоріла майже вся Закорчманська вулиця села (нині — Пролетарська).
У післявоєнний період село відбудовувалось повільно. Лише у 1970 році розпочалося активне житлове будівництво.
12 червня 2020 року, відповідно до розпорядження Кабінету Міністрів України № 727-р «Про визначення адміністративних центрів та затвердження територій територіальних громад Хмельницької області», увійшло до складу Ізяславської міської територіальної громади.
19 липня 2020 року, в результаті адміністративно-територіальної реформи та ліквідації Ізяславського району, село увійшло до складу новоутвореного Шепетівського району.

## Пам'ятки архітектури
В селі Ріпки зберігся напівзруйнований панський маєток, котрий свого часу був і приміщенням школи молодших класів і відділенням пошти.

## Пам'ятники
1. Обеліск загиблим односельчанам у II Світовій війні.
2. Пам'ятник загиблим воїнам у II Світовій війні.
3. На кладовищі села Ріпок знаходиться дві могили невідомим солдатам.
4. Пам'ятний хрест в центрі села.

## Господарська діяльність
Основним видом господарської діяльності села Ріпки є сільськогосподарське виробництво. Воно складається з фермерських сільськогосподарських підприємств СТОВ «Колос», ТОВ «Еліта», ФГ Агро — Ріпки, ФГ Гнатюк і індивідуальних селянських (фермерських) господарств. Основним видом сільськогосподарської діяльності є вирощування зернових і технічних культур, виробництво м'ясо-молочної продукції, допоміжним — вирощування овочевих культур.
На території сільської ради є піщаний не діючий кар'єр. В селі Ріпки працює млин, три магазини, Ріпківський НВК «ЗОШ I—II ступенів — дитячий садок», поштове відділення. Також в селі є клуб, бібліотека, амбулаторія з аптекою, православна церква ікони Казанської Божої Матері.

## Галерея

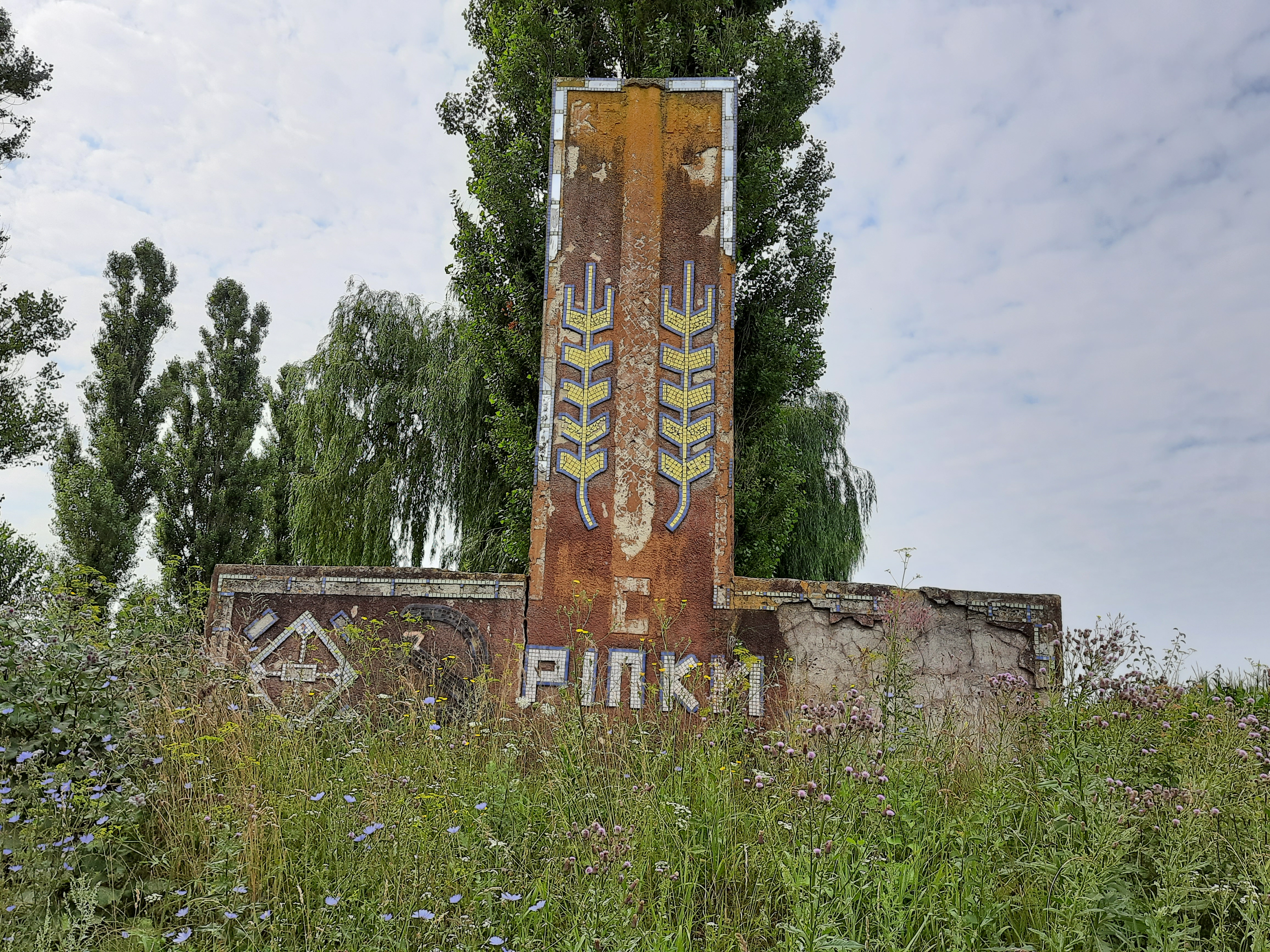
Стела при в'їзді у село
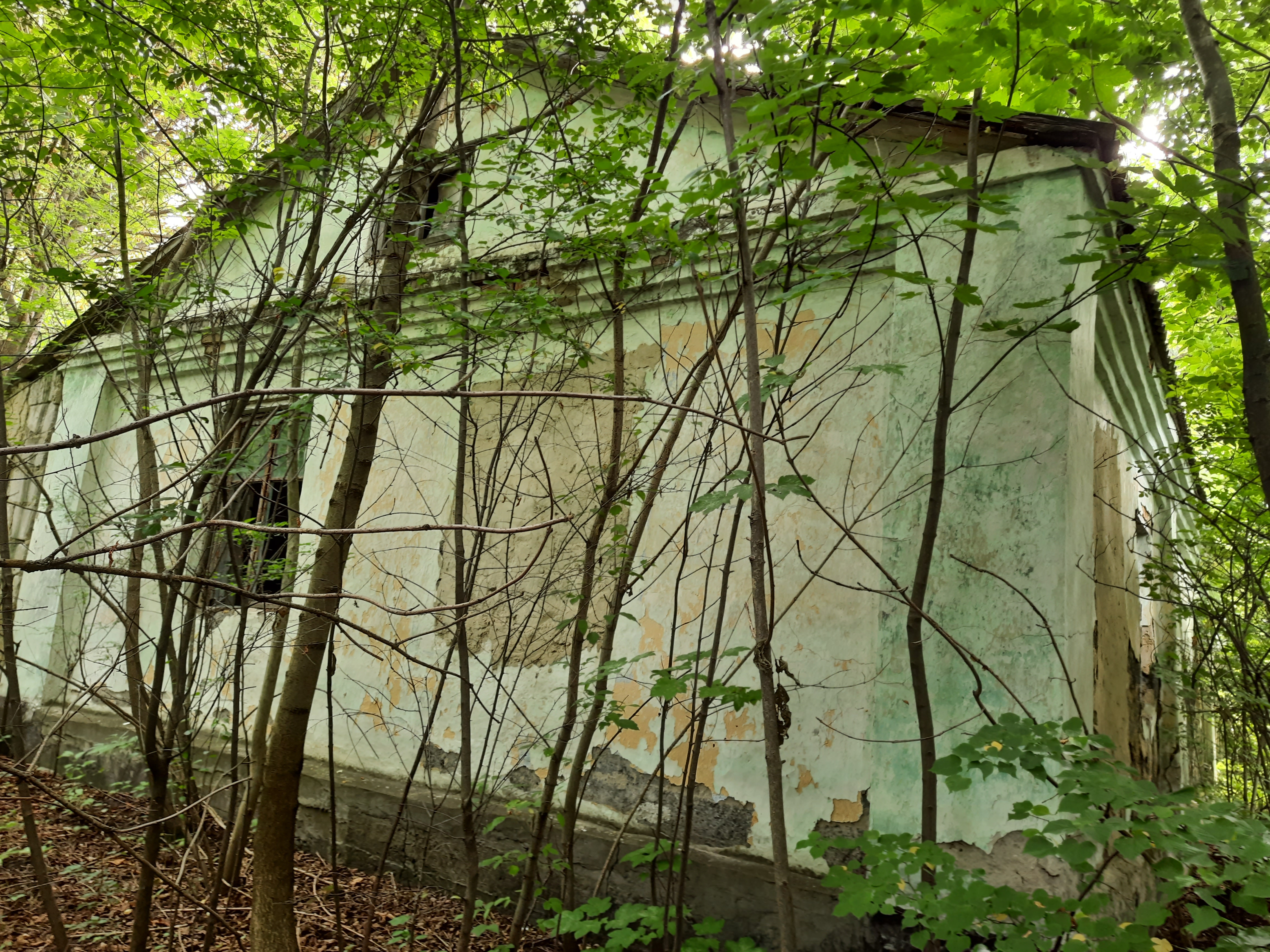
Руїни колишньої панської садиби
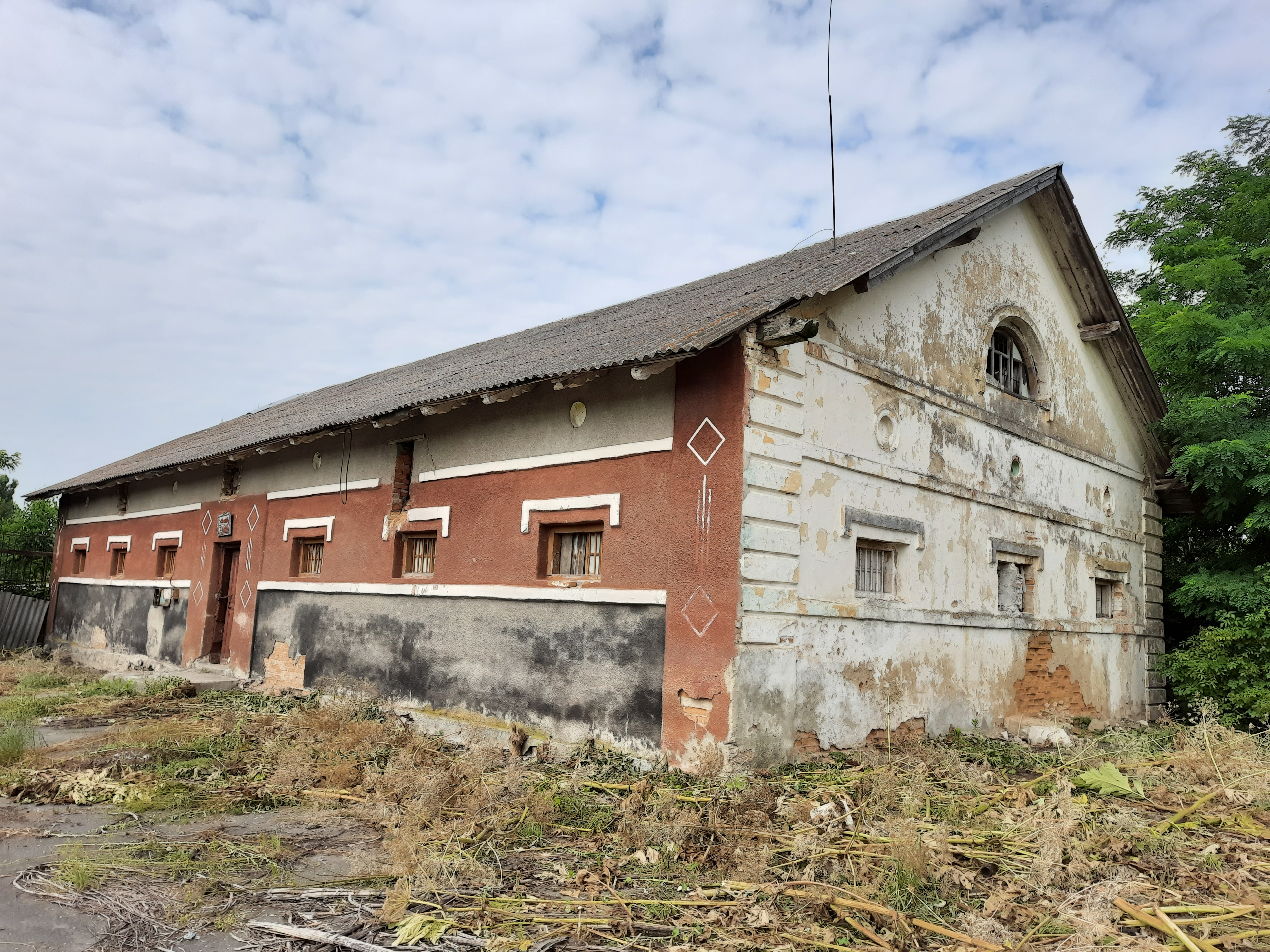
Стара комора